# Ilsbo församling
Ilsbo församling var en församling i Hälsinglands norra kontrakt i Uppsala stift. Församlingen ingick i Bergsjö pastorat och låg i Nordanstigs kommun i Gävleborgs län. Församlingen uppgick 2014 i Bergsjö församling.

## Administrativ historik
Församlingen har medeltida ursprung.
Församlingen var till 1 maj 1918 annexförsamling i pastoratet Rogsta och Ilsbo, för att därefter till 1962 vara annexförsamling i pastoratet Hälsingtuna, Hög och Ilsbo. Från 1962 till 1977 var den annexförsamling i pastoratet Harmånger, Jättendal och Ilsbo, från 1977 till 2014 annexförsamling i pastoratet Bergsjö och Ilsbo, som senare, senast 1998, utökades med Hassela församling. Församlingen uppgick 2014 i Bergsjö församling.

## Kyrkor
- Ilsbo kyrka